# Като Юка
Като Юка  (яп. 加藤 ゆか, 30 жовтня 1986) — японська плавчиня, олімпійська медалістка.

## Виступи на Олімпіадах
| Олімпіада   | Дисципліна                        | Місце  |
| ----------- | --------------------------------- | ------ |
| Пекін 2008  | плавання на 100 метрів, батерфляй | 23     |
| Пекін 2008  | комплексна естафета 4 × 100       | 6      |
| Лондон 2012 | плавання на 100 метрів, батерфляй | 11     |
| Лондон 2012 | комплексна естафета 4 × 100       | Бронза |